# Werder
För andra betydelser, se Werder (olika betydelser).
Werder (Havel) är en stad i det tyska distriktet (Landkreis) Potsdam-Mittelmark i förbundslandet Brandenburg. Staden är känd för en av Tysklands största folkfester (Baumblütenfest) som hålls varje år i maj.

## Geografi

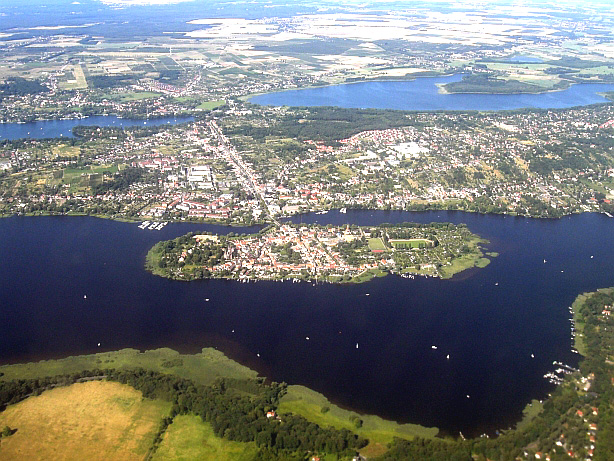
Vy över Werder.

Werder ligger ungefär 40 km sydväst om centrala Berlin och 10 km sydväst om Brandenburgs huvudstad Potsdam. Stadens historiska centrum ligger i nordöstra delen av landskapet Zauche, på en ö i floden Havel som här vidgas till mellan 700 och 1400 meters bredd. Stadens namn kommer från ön, då "Werder" betyder ö i flod. I närheten ligger flera sjöar i floden, Schwielowsee, Glindower See, Grosser Plessower See och Grosser Zernsee.

## Historia
Lämningar av slaviska befästningar finns i området, och en fiskarby tros ha funnits på platsen redan före den tyska kolonisationen av markgrevskapet Brandenburg. Den äldsta föregångaren till Heilig-Geist-Kirche tros ha uppförts omkring 1250. Orten omnämns 1317 för första gången, och hade redan då troligen en marknadsplats och en träbro som ledde till ön. I en urkund, undertecknad i markgreve Valdemar av Brandenburgs namn, såldes Werder med tillhörande domäner till klostret i Lehnin. I flera senare dokument förekommer beteckningarna stad och köping (Flecken) men inga formella stadsrättigheter finns bevarade. Under det trettioåriga kriget plundrades staden 1637 och 1641 av svenska trupper. 1734 påbörjades under Fredrik Vilhelm I av Preussen en kyrka. Efter ritningar av Friedrich August Stüler byggdes 1854 den nya kyrkan på samma ställe.
Under Andra världskriget fanns i stadens norra del en flygplats med flygskola. Efter kriget och fram till 1992 användes flygplatsområdet av sovjetarmén. Sedan Berlinmurens fall 1989 och Tysklands återförening 1990 har stadens befolkning mer än fördubblats genom kommunsammanslagningar och inflyttning. Området har stor nybyggnation av bostäder, till följd av det attraktiva läget vid vattnet nära storstäderna Potsdam och Berlin, med goda tåg- och vägförbindelser.

## Näringsliv

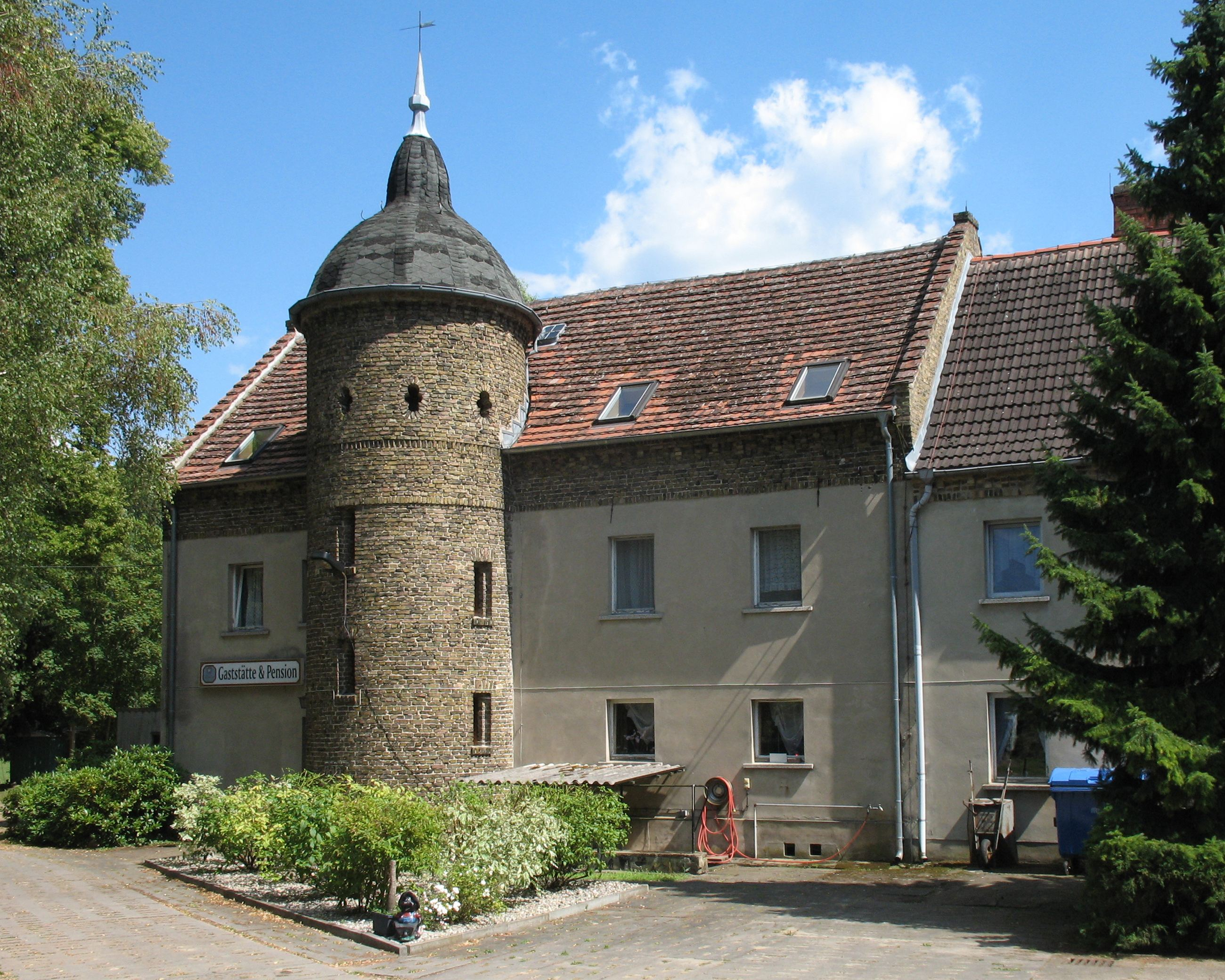
Tegelbruk

Staden är traditionellt känd för fruktodling. Redan vid den industriella revolutionen transporterades skörden med ångbåtar till Berlin. På utvalda platser i stadens närhet odlas vin. Idag upptar vinrankeväxterna en yta av 4,8 hektar. Officiellt tillhör platsen vinregionen Saale-Unstrut.
Till de största industriarbetsgivarna i orten hör ABB. Staden har relativt många egenföretagare och en för regionen låg arbetslöshet.

## Befolkning
- Befolkningsutveckling sedan 1875 inom nuvarande kommungränser.
- Aktuella befolkningsutveckling (blå linje) och prognoser.

| År   | Invånare |
| ---- | -------- |
| 1875 | 9 271    |
| 1890 | 11 415   |
| 1910 | 12 925   |
| 1925 | 14 342   |
| 1933 | 16 470   |
| 1939 | 19 699   |
| 1946 | 21 124   |
| 1950 | 20 469   |
| 1964 | 18 250   |
| 1971 | 18 017   |

| År   | Invånare |
| ---- | -------- |
| 1981 | 18 069   |
| 1985 | 18 159   |
| 1989 | 17 957   |
| 1990 | 17 838   |
| 1991 | 17 885   |
| 1992 | 17 949   |
| 1993 | 18 460   |
| 1994 | 18 729   |
| 1995 | 19 404   |
| 1996 | 19 809   |

| År   | Invånare |
| ---- | -------- |
| 1997 | 20 376   |
| 1998 | 20 983   |
| 1999 | 21 801   |
| 2000 | 22 218   |
| 2001 | 22 284   |
| 2002 | 22 290   |
| 2003 | 22 341   |
| 2004 | 22 611   |
| 2005 | 22 874   |
| 2006 | 23 015   |

| År   | Invånare |
| ---- | -------- |
| 2007 | 23 145   |
| 2008 | 23 129   |
| 2009 | 23 004   |
| 2010 | 23 017   |
| 2011 | 23 297   |
| 2012 | 23 506   |
| 2013 | 23 838   |
| 2014 | 24 347   |
| 2015 | 24 856   |
| 2016 | 25 345   |

| År   | Invånare |
| ---- | -------- |
| 2017 | 25 695   |
| 2018 | 26 184   |
| 2019 | 26 412   |
| 2020 | 26 662   |

Detaljerade källor anges i Wikimedia Commons..

## Kommunikationer

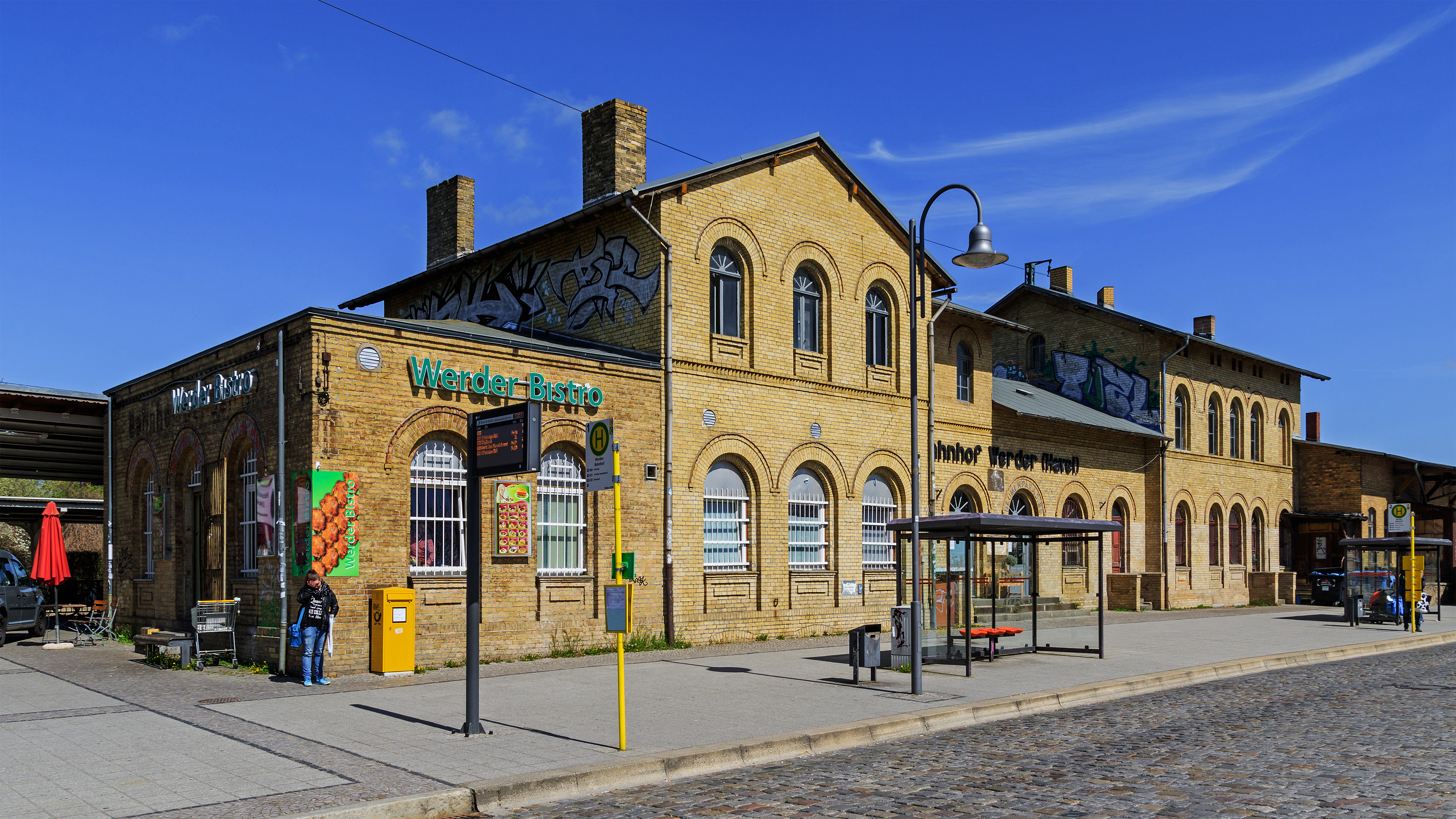
Järnvägsstationen

Werders järnvägsstation trafikeras av regionalexpresståg på sträckan RE1, (Magdeburg – Genthin –) Brandenburg an der Havel – Werder – Potsdam – Berlin – Frankfurt an der Oder (– Eisenhüttenstadt), och trafikeras i halvtimmestrafik. Busstrafik på en lokal citylinje och till närliggande orter finns, bland annat till Potsdam.
Bundesstrasse 1 sammanbinder Werder med Potsdam och Brandenburg an der Havel, och staden ligger strax innanför Berlins yttre ringmotorväg, A10, med flera närbelägna avfarter.
Werders hamn angörs av båtturisttrafik på floden Havel.

## Kända invånare
- Anna Simson (1835–1916), kvinnosakskämpe
- Karl Hagemeister (1848–1933), konstnär
- Burglinde Pollak (född 1951), femkampare, OS-medaljör för DDR 1972 och 1976